# 新維利尚卡
46°42′59″N 30°56′33″E / 46.71639°N 30.94250°E
新維利尚卡（烏克蘭語：Нова Вільшанка）是位於烏克蘭西南部的村莊，由敖德萨州敖德萨区的維濟爾卡市鎮負責管轄。該村始建於1880年，面積0.7平方公里，海拔高度21米，2001年人口329，人口密度每平方公里470人。